# ألفين جونز
ألفين جونز (بالفرنسية: Alvin Jones)‏ مواليد 9 سبتمبر 1978 في لوكسمبورغ، هو لاعب كرة سلة أمريكي. تم اختياره من قبل فريق فيلادلفيا سفنتي سيكسرز خلال الدرافت. يبلغ طوله 6 قدم 11 بوصة (2.1 م).

## المسيرة الاحترافية
لعب مع فيلادلفيا سفنتي سيكسرز في موسم 2001–2002، ثم لعب مع نادي إشبيلية لكرة السلة في الدوري الإسباني في موسم 2003–2004، ثم لعب مع فالنسيا باسكت في سنة 2004، ثم لعب مع نادي لاردة لكرة السلة في سنة 2005.

## روابط خارجية
- ألفين جونز على موقع الاتحاد الدولي لكرة السلة (الإنجليزية)
- ألفين جونز على موقع إن بي أي (الإنجليزية)
- ألفين جونز على موقع سبورتس رفرنس (الإنجليزية)
- ألفين جونز على موقع الدوري الإسباني لكرة السلة (الإسبانية)
- ألفين جونز على موقع كرة السلة الأوروبية.كوم (الإنجليزية)
- ألفين جونز على موقع كلية كرة السلة في سبورتس رفرنس.كوم (الإنجليزية)
- ألفين جونز على موقع ريلجم (الإنجليزية)
- ألفين جونز على موقع بروبوليرز (الإنجليزية)
- ألفين جونز على موقع سبورتس رفرنس (الإنجليزية)